# Tatsuya Ikeda
Tatsuya Ikeda (født 18. maj 1988) er en tidligere japansk fodboldspiller.
Han har spillet for flere forskellige klubber i sin karriere, herunder Oita Trinita.